# Aureliachoerus
Aureliachoerus és un gènere extint de súids que visqueren a Europa des del Miocè inferior fins al Miocè mitjà, fa entre 12,8 i 20 milions d'anys. Se n'han trobat restes fòssils a Alemanya, Eslovàquia, Espanya (incloent-hi la conca del Vallès-Penedès, a Catalunya, i Bunyol, al País Valencià), França, la República Txeca i Suïssa. Eren súids de mida mitjana i generalistes. Els ullals superiors eren curts i arrodonits, mentre que els mascles tenien els ullals inferiors més grossos que en l'hioteri. El nom genèric Aureliachoerus significa 'porc d'Orleans' i es refereix al fet que les seves primeres restes es trobaren a l'Orleanès.